# Björn Engholm

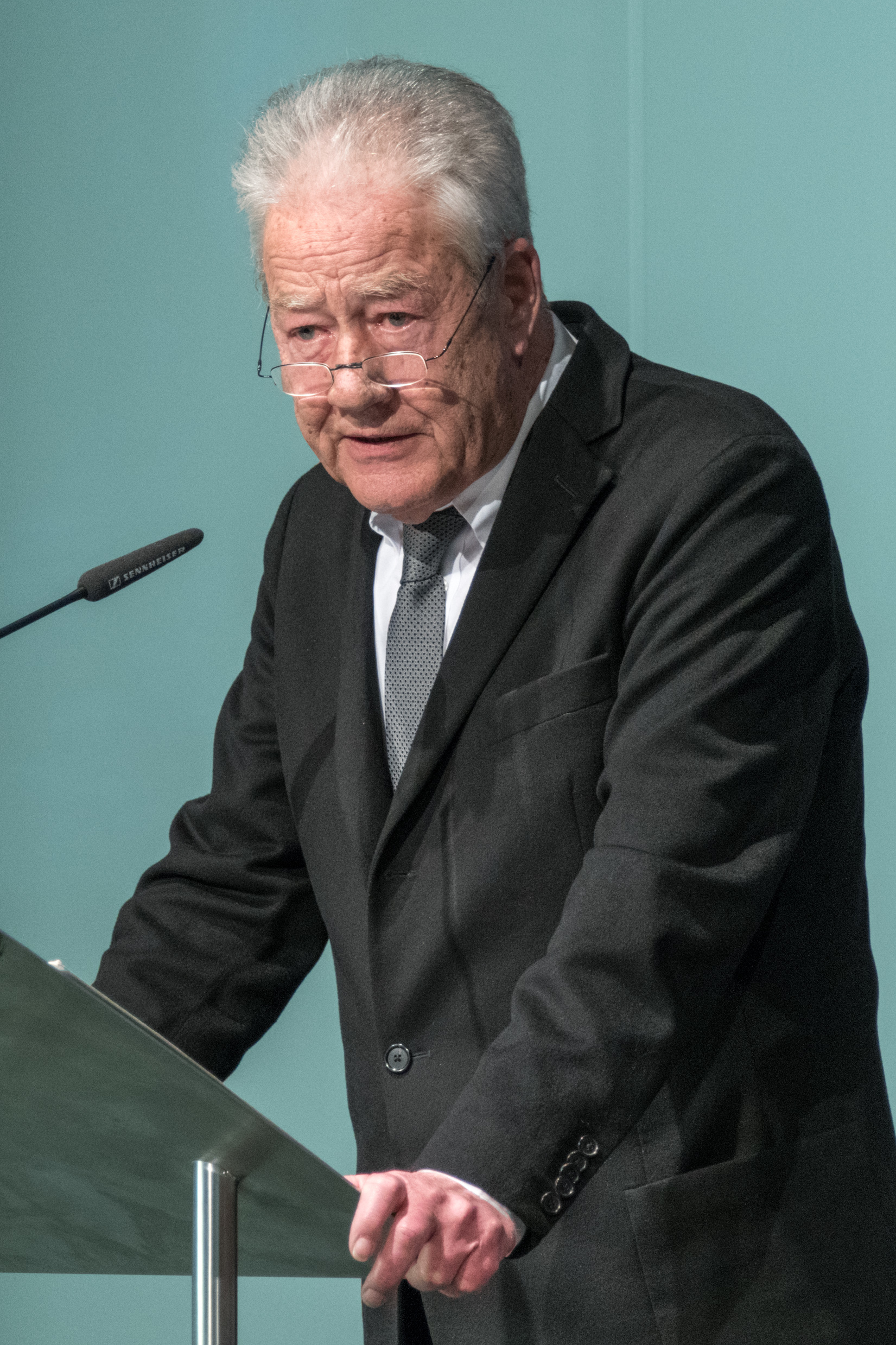
Björn Engholm (2019)

Björn Engholm (* 9. November 1939 in Lübeck) ist ein ehemaliger deutscher Politiker (SPD).
Engholm war von 1981 bis 1982 Bundesminister für Bildung und Wissenschaft, 1982 auch Bundesminister für Ernährung, Landwirtschaft und Forsten. In der Zeit von 1988 bis 1993 amtierte er als Ministerpräsident des Landes Schleswig-Holstein. Von 1991 bis 1993 war er Bundesvorsitzender der SPD und bis zu seinem Rücktritt von allen Ämtern im Mai 1993 der designierte Kanzlerkandidat der SPD.

## Leben und Beruf
Björn Engholm ist schwedischer Abstammung. Er wurde als zweites Kind des Speditionskaufmanns Kurt Engholm und dessen Frau Alma, geb. Siegel, in Lübeck-St. Lorenz geboren. Engholm besuchte das Johanneum in Lübeck, das er 1958 mit der mittleren Reife verließ. Er absolvierte eine Lehre als Schriftsetzer im Verlag der sozialdemokratischen Tageszeitung Lübecker Freie Presse. Bis 1962 arbeitete er als Metteur und Schriftsetzer. 1959 wurde Engholm Mitglied der IG Druck und Papier.
Gleichzeitig studierte Engholm auf dem zweiten Bildungsweg an der Hochschule für Wirtschaft und Politik in Hamburg. 1962 begann er ein Studium der Politik, Volkswirtschaft und Soziologie an der Universität Hamburg, das er als Diplom-Politologe abschloss. Danach war er für den Deutschen Gewerkschaftsbund als Dozent in der Jugend- und Erwachsenenbildung beschäftigt, Engholm betätigte sich ebenfalls als freier Journalist.
Nach seiner politischen Karriere schloss Engholm 1994 einen Beratervertrag mit dem Energiekonzern PreussenElektra, der in Schleswig-Holstein an den Kernkraftwerken Brokdorf und Brunsbüttel beteiligt war. Damit sorgte er vor allem in der eigenen Partei für Empörung, da er sich als aktiver Politiker stets mit seiner ablehnenden Haltung gegenüber Kernkraft – und insbesondere diesen Kernkraftwerken – hervorgetan hatte.
Björn Engholm ist seit 1964 mit der Kunstmalerin und gelernten Kinderschwester Barbara Engholm (* 1940) verheiratet und hat zwei Töchter. In Kiedrich bewirtschaftete er ab 1989 einen Weinberg. Das Rauchen einer Pfeife gehörte zu seinen Markenzeichen.

## Partei
Björn Engholm trat 1962 in die SPD ein. Von 1965 bis 1969 war er Vorsitzender der Jusos Lübeck. Bei den Landtagswahlen in Schleswig-Holstein 1983, 1987, 1988 und 1992 trat er jeweils als SPD-Spitzenkandidat an.
Im Mai 1984 wurde er in den Bundesvorstand gewählt, 1988 ins Präsidium. Auf dem Bundesparteitag in Bremen Ende Mai 1991 wählte ihn die SPD als Nachfolger des aus Altersgründen nicht mehr kandidierenden Hans-Jochen Vogel zum Bundesvorsitzenden. Auf Engholm entfielen 97,45 Prozent der Delegiertenstimmen. Damit war er zugleich der designierte Kanzlerkandidat der Partei für die Bundestagswahl 1994. Ende Januar 1993 vereitelten Sicherheitskräfte einen Anschlag auf Engholm. Nach einem Auftritt in Kassel wurde er von einer mit einem Messer bewaffneten Frau beschimpft, die Engholm folgte und ihm sich bis auf einen Meter näherte, ehe sie überwältigt wurde. Im Mai 1993 trat Engholm im Zuge der Schubladenaffäre von seinem Amt als Ministerpräsident von Schleswig-Holstein zurück und legte alle Parteiämter einschließlich des SPD-Vorsitzes nieder. Kanzlerkandidat wurde an seiner Stelle Rudolf Scharping.

## Abgeordneter
Von 1969 bis 1983 war Engholm Mitglied des Deutschen Bundestages. Er ist stets als direkt gewählter Abgeordneter des Wahlkreises Lübeck in den Bundestag eingezogen.
Nach der Landtagswahl 1983 wurde er Mitglied des Landtages von Schleswig-Holstein. Hier wurde er Vorsitzender der SPD-Fraktion und führte damit bis zu seiner Wahl zum Ministerpräsidenten 1988 die Opposition. Aus dem Landtag schied er am 7. November 1994 vorzeitig aus.

## Öffentliche Ämter

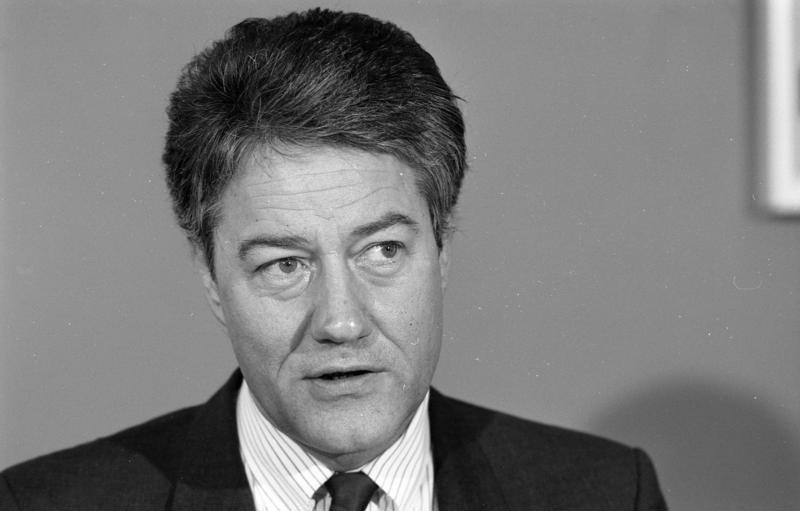
Björn Engholm, 1989 als Ministerpräsident von Schleswig-Holstein

Am 18. Mai 1977 wurde Engholm Parlamentarischer Staatssekretär beim Bundesminister für Bildung und Wissenschaft Jürgen Schmude. Nachdem dieser im Januar 1981 in das Amt des Bundesministers der Justiz gewechselt war, wurde Engholm am 28. Januar 1981 selbst als Bundesminister für Bildung und Wissenschaft in die von Bundeskanzler Helmut Schmidt geführte Bundesregierung berufen.
Nach dem Ausscheiden der FDP-Bundesminister aus der Bundesregierung war Engholm vom 17. September bis zum 1. Oktober 1982 zusätzlich Bundesminister für Ernährung, Landwirtschaft und Forsten. Mit der Wahl Helmut Kohls (CDU) am 1. Oktober 1982 zum Bundeskanzler endete Engholms Amtszeit als Bundesminister.
1983 war er erstmals Spitzenkandidat der schleswig-holsteinischen SPD. Die CDU unter Ministerpräsident Uwe Barschel konnte ihre absolute Mehrheit jedoch verteidigen und weiter ausbauen.
Die schleswig-holsteinische Landtagswahl 1987 war schon von der sogenannten Barschel-Affäre um den Medienreferenten Reiner Pfeiffer überschattet. Die CDU verlor ihre absolute Mehrheit und Uwe Barschel trat als Ministerpräsident zurück. Am 11. Oktober 1987 wurde Barschel in Genf tot aufgefunden, einen Tag bevor er vor einem Ausschuss des schleswig-holsteinischen Landtages befragt werden sollte. Eine Regierungsbildung scheiterte am Patt im Landtag und an der ungeklärten Affäre. Am 8. Mai 1988 kam es zu Neuwahlen, bei denen die SPD mit 54,8 Prozent der Stimmen und einem Zuwachs von 9,6 Prozentpunkten die absolute Mehrheit erringen konnte, während die CDU einen Stimmenverlust von 9,3 Prozentpunkten auf 33,3 Prozent der Stimmen hinnehmen musste.
Engholm wurde am 31. Mai 1988 zum Ministerpräsidenten von Schleswig-Holstein gewählt. Turnusgemäß war er vom 1. November 1988 bis zum 31. Oktober 1989 auch Präsident des Bundesrats.
Bei der Landtagswahl am 5. April 1992 sackte die SPD um 8,6 Prozentpunkte ab, erreichte aber mit 46,2 Prozent der abgegebenen Stimmen eine hauchdünne absolute Mehrheit der Sitze im Landtag. Engholm wurde als Ministerpräsident der SPD in Alleinregierung wiedergewählt.

## Rücktritt von allen politischen Ämtern
Am 3. Mai 1993 trat Björn Engholm von allen politischen Ämtern zurück, nachdem er wieder in den Fokus der Barschel-Affäre geraten war. Er musste eine Falschaussage vor dem ersten parlamentarischen Untersuchungsausschuss zur Aufklärung der Affäre einräumen. Dort hatte er 1988 wahrheitswidrig erklärt, vor der Landtagswahl 1987 nichts von den Bespitzelungen Pfeiffers gewusst zu haben. Tatsächlich hatte ihn sein Anwalt bereits wenige Tage vor dem zweiten Fernsehduell mit Amtsinhaber Barschel darüber informiert, dass Pfeiffer auspacken und Barschel belasten wolle.  Die vom Ausschuss nicht beeidete Aussage stellte ein Vergehen dar, das gem. § 162 Abs. 2 i. V. m. § 153 StGB strafbar ist. Zum Zeitpunkt des Öffentlichwerdens im Frühjahr 1993 war die Tat allerdings schon mehrere Monate verjährt.
Der Rücktritt von allen Funktionen betraf auch die Kanzlerkandidatur für die SPD zur Bundestagswahl 1994. An seiner Stelle trat Rudolf Scharping an.

## Gesellschaftliche Ämter

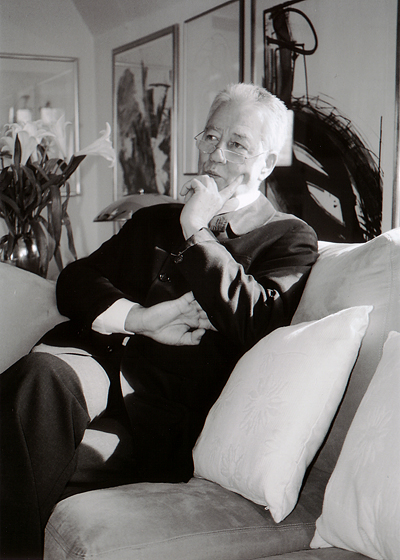
Björn Engholm (2008)

Engholm war zehn Jahre Kurator bei der Kirche St. Petri in Lübeck und auch in der Overbeck-Gesellschaft als Vorstand tätig. 1997 wurde Engholm Vorstandsmitglied des Vereins Pro Baltica Forum. In dieser Eigenschaft vertrat er den Gedanken einer Neuen Hanse als Kooperation der Ostsee-Anrainer. Für seine Verdienste zur Förderung der deutsch-skandinavischen Beziehungen wurde ihm am 13. Juni 2005 der Willy-Brandt-Preis verliehen. Er war von 2001 bis 2010 Vorsitzender des Kulturforums Schleswig-Holstein e. V. und fungierte ab 2002 mehrere Jahre als Vorsitzender des Universitätsbeirates der Universität zu Lübeck. Er übernahm ebenfalls den Vorsitz des Hochschulrates der Kieler Muthesius-Kunsthochschule. 2014 erhielt Engholm die Auszeichnung „Schleswig-Holsteinischer Meilenstein“ des Verbandes Deutscher Sinti und Roma e. V. – Landesverband Schleswig-Holstein für sein jahrelanges Engagement für die Minderheit der Sinti und Roma.

## Tätigkeit als Beiratsvorsitzender
- im EAP-Unternehmen CarpeDiem24
- im ALP Akademisches Lehrinstitut für Psychologie GmbH. Masterstudiengang im Fachbereich Kommunikations- und Betriebspsychologie MSc.

## Veröffentlichungen
- als Herausgeber mit Helga Schuchardt, Michael Müller (Hrsg.): Kultur im Alltag. Neue Formen der kommunalen Kulturpolitik. VSA-Verlag, Hamburg 1985, ISBN 3-87975-313-X.
- Vom öffentlichen Gebrauch der Vernunft. Droemer Knaur, München 1993, ISBN 3-426-77008-3.
- Mit dem Herzen denken, mit dem Kopf fühlen? Fachhochschule, Pforzheim 1997.
- mit Dieter Koch, Christian Wiechel-Kramüller (Hrsg.): Lernen. Lehren. Leben. Absolventinnen und Absolventen der HWP erinnern sich, Verlag: WIEKRA Wissen, Suhlendorf 2022, ISBN 978-3-940189-23-3.